# Whirlpool Rapids

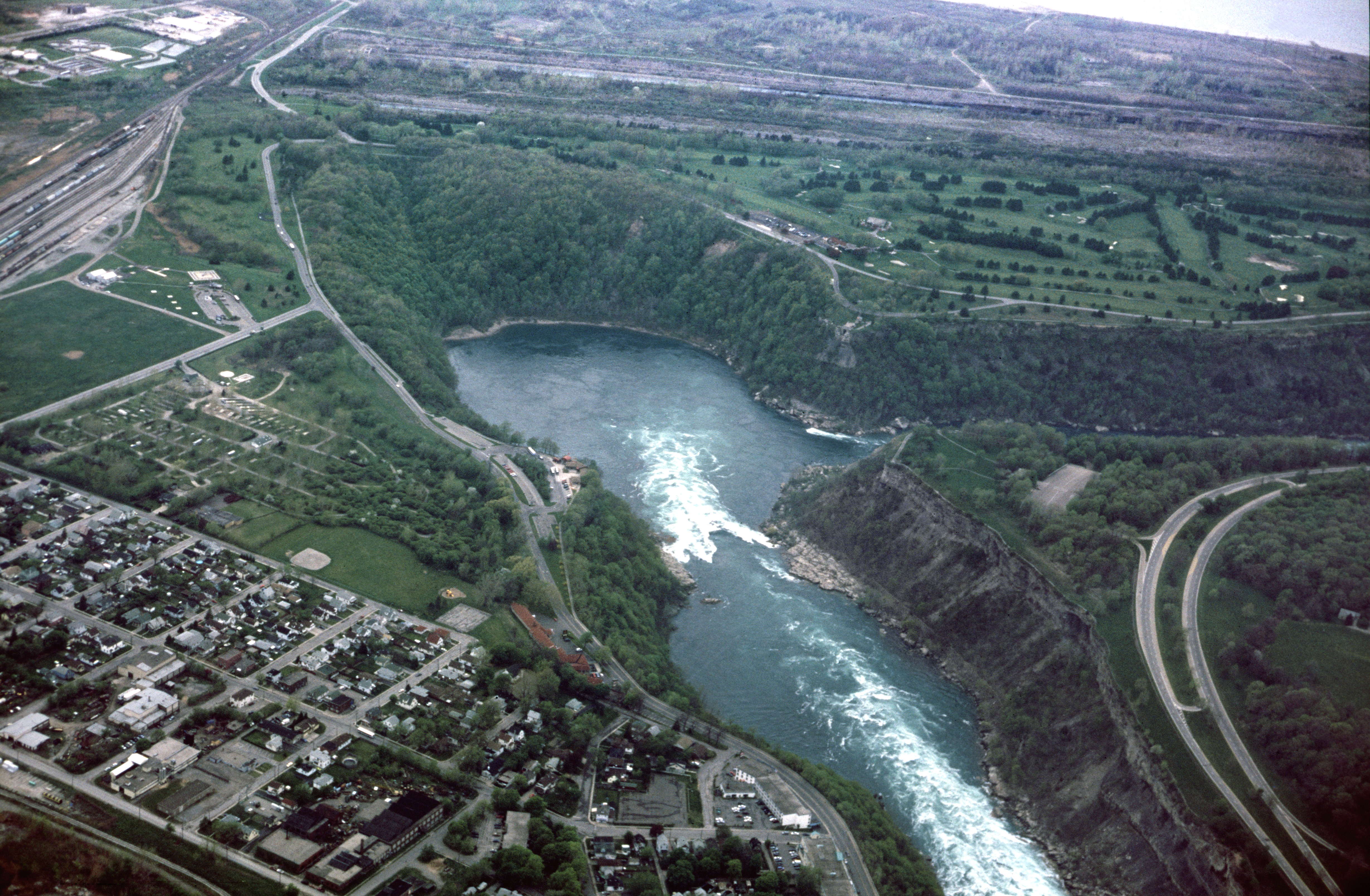
Luftaufnahme des Niagara Whirlpools und der Whirlpool Rapids

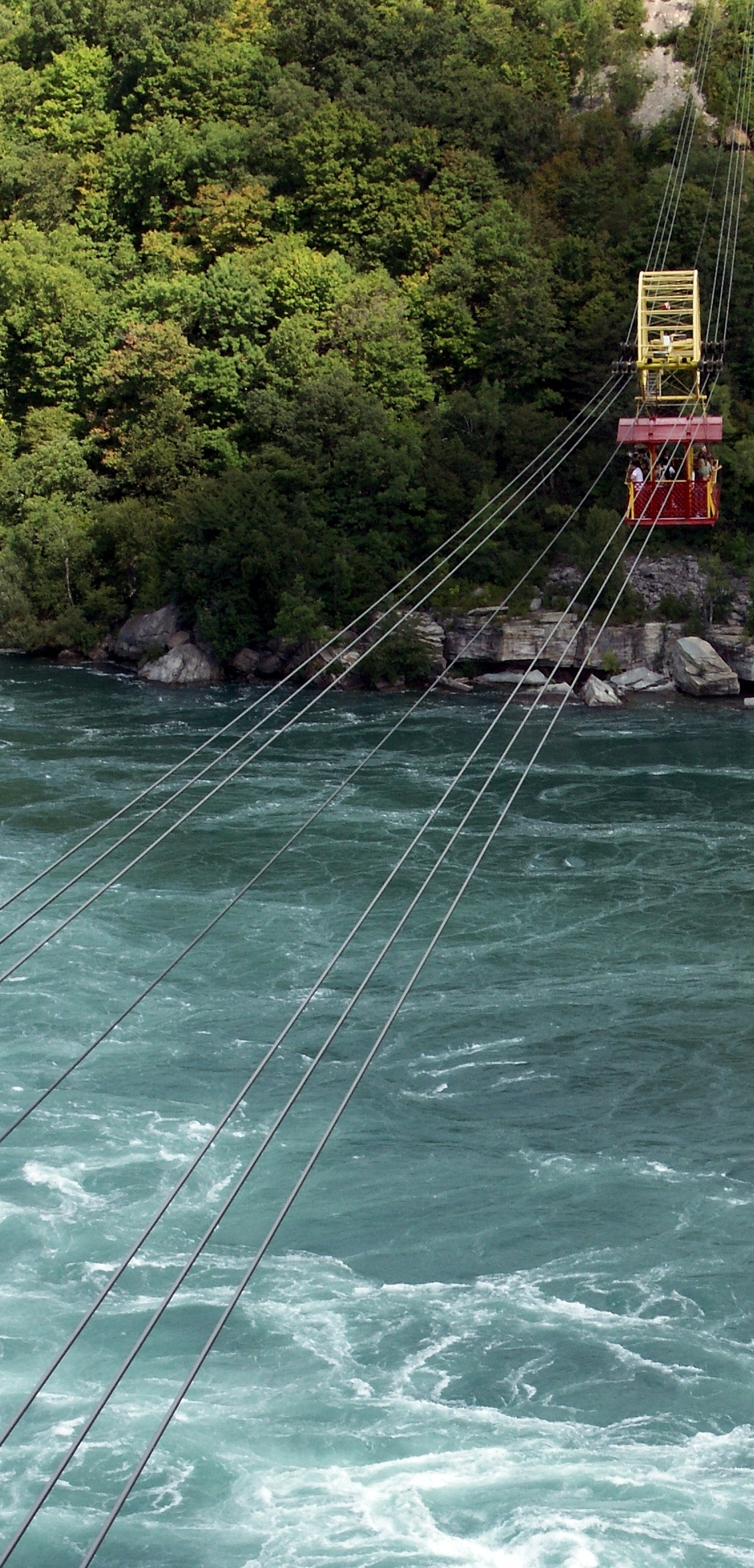
Whirlpool Aero Car über dem Whirlpool

Die Whirlpool Rapids sind extrem starke Stromschnellen des Niagara-Flusses, die sich circa fünf Kilometer stromabwärts (nördlich) der Niagarafälle befinden.
An dieser Stelle macht die Niagara-Schlucht (engl.: Niagara River Gorge) aufgrund der geologischen Gegebenheiten des Untergrundes einen scharfen Knick von ca. 90° und zwingt den Fluss, seine Fließrichtung von Nord-West nach Nord-Ost zu ändern. An dieser Knickstelle entstand ein annähernd kreisförmiges Becken – der Niagara Whirlpool.
Die Wassertiefe in den Rapids beträgt bis zu 10,7 Meter und die Fließgeschwindigkeit bis zu 35,4 km/h.
Die Whirlpool Rapids des Niagara gehören zu den wildesten, beeindruckendsten und gefährlichsten Wildwassern der Welt (Kategorie 6).
Bei dem Versuch, die Whirlpool Rapids zu durchschwimmen, starb 1883 der Langstreckenschwimmer Matthew Webb.
Auf der kanadischen Seite wird die Schlucht von der 1916 erbauten Seilbahn Whirlpool Aero Car überspannt. Östlich des Rapids, auf dem Gebiet der USA, befindet sich der Whirlpool State Park.